# Il corsaro (Pacini)
Il corsaro è un'opera in due atti di Giovanni Pacini, su libretto di Jacopo Ferretti. La prima rappresentazione ebbe luogo al Teatro Apollo di Roma il 15 gennaio 1831.

## Trama
Si tratta della prima opera basata su Il corsaro, una novella in versi di Lord Byron, ma il librettista non fu fedele alla fonte originaria, introducendo, specie nel secondo atto, una serie di varianti nella trama come, ad esempio, la reinvenzione del ruolo di Medora, che mentre nell'opera originaria era fuori dall'azione principale, qui, sotto mentite spoglie virili, entra nel vivo dell'opera. Oltre dieci anni dopo andò sulle scene una seconda messa in scena dell'opera di Byron, firmata da Giuseppe Verdi e Francesco Maria Piave, molto più fedele alla trama della fonte letteraria.

### Atto I
Nell'opera di Pacini, Corrado, il capo dei corsari (ruolo en-travesti, moda ormai fuori tempo in quegli anni - Verdi infatti ne farà un tenore) viene a sapere che il pascià Seid vuole attaccare il suo covo su un'isola del mar Egeo; decide dunque di attaccarlo preventivamente, nonostante le suppliche dell'amata Medora di non partire. Intanto sull'isola dei turchi geme e langue la favorita di Seid, che ha già incontrato Corrado e se ne è innamorato - a differenza di quanto accadeva nella novella di Byron, dove l'amore della donna sbocciava successivamente. Ha luogo successivamente l'attacco dei corsari, che non va a buon fine, finendo con la cattura dello stesso Corrado.

### Atto II
Medora ha saputo della cattura di Corrado e decide di guidare la riscossa dei corsari, nel tentativo di salvare l'amato, mentre Gulnara invano supplica pietà per il corsaro. Poco prima dell'esecuzione pubblica di questo, però, Medora si rivela, suscitando lo stupore universale, e l'interesse di Seid, che rimane folgorato dalla ragazza. Corrado viene comunque liberato dai seguaci di Medora, ma durante lo scontro rimane ucciso da Seid, che a sua volta viene trafitto dal fido Giovanni. Medora, alla notizia della morte di Corrado, tenta di suicidarsi dal dolore, ma è fermata dai corsari e da Giovanni stesso, che la invitano a pregare e ricordare l'amato.

## Struttura musicale
- Sinfonia

### Atto I
- N. 1 - Introduzione Scorre la nostra schiera (Coro, Gonzalvo, Giovanni)
- N. 2 - Cavatina di Corrado Se di favor un lampo (Corrado, Giovanni, Coro, Gonzalvo)
- N. 3 - Cavatina di Medora De' miei giorni sull'aurora (Medora, Coro)
- N. 4 - Duetto fra Medora e Corrado Mentre a me su queste sponde
- N. 5 - Coro Fugaci affrettansi
- N. 6 - Cavatina di Gulnara D'un amor che non ha speme (Gulnara, Zoe, Coro)
- N. 7 - Finale I Che intesi! E lui che adoro? (Gulnara, Corrado, Seid, Gonzalvo, Giovanni, Zoe, Coro)

### Atto II
- N. 8 - Introduzione seconda Oh ciel! che svelasti? (Coro, Gonzalvo)
- N. 9 - Aria di Medora Care sponde, che pietose (Medora, Coro, Gonzalvo)
- N. 10 - Duetto fra Gulnara e Seid Volgimi un guardo, o caro (Gulnara, Seid, Coro)
- N. 11 - Coro Ignota è viltà
- N. 12 - Quintetto Oh cielo! m'ispira (Medora, Corrado, Gulnara, Seid, Giovanni)
- N. 13 - Aria di Corrado So che fu sogno instabile (Corrado, Coro, Gonzalvo, Giovanni)
- N. 14 - Aria Finale di Medora Crudel! deh lascia!... ah lasciami (Medora, Giovanni, Coro)